# Perception des émotions
La perception des émotions se réfère aux capacités et aptitudes à reconnaître et identifier les émotions d'autrui, en plus des processus biologiques et physiologiques impliqués. Les émotions sont généralement considérés comme ayant trois composantes: l'expérience subjective, les changements physiques, et l'évaluation cognitive; la perception des émotions est la capacité à prendre des décisions précises à propos d'une autre expérience subjective en interprétant leurs changements physiques grâce à des systèmes sensoriels responsables de la conversion de ces changements observés en représentations mentales. La capacité à percevoir les émotions est censé être à la fois innée et soumise à l'influence de l'environnement, et est également un élément essentiel en ce qui concerne les interactions sociales. Comment l'émotion est vécue et interprétée dépend de la façon dont celle-ci est perçue. De même, comment l'émotion est perçue dépend des expériences et des interprétations passées. Une émotion peut être perçue de façon précise chez les humains. Les émotions peuvent être perçues visuellement, par l'ouïe, l'odorat et aussi à travers les sensations corporelles. Ce processus est censé être différent de la perception d'un matériau non-émotionnel.

## Modes de perception
Les émotions peuvent être perçues par les biais visuel, auditif, olfactif, et les processus sensoriels physiologiques. Les actions non verbales peuvent fournir aux partenaires sociaux des informations sur les états subjectifs et émotionnels. Cette information non verbale tient une importance particulière et les systèmes sensoriels et certaines régions du cerveau sont soupçonnés de se spécialiser dans le décodage des informations émotionnelles.

### Visuel
Le système visuel est le principal mode de perception de la façon dont les gens reçoivent de l'information émotionnelle. Les indices émotionnels peuvent être sous la forme d'expressions faciales, qui sont en fait une combinaison de plusieurs groupes musculaires distincts au sein du visage, ou de postures corporelles (seul ou en relation avec les autres), ou trouvé par l'interprétation d'une situation ou d'un environnement connu pour avoir des propriétés émotionnelles particulières (par exemple, un enterrement, un mariage, une zone de guerre, une ruelle effrayante, etc.). Alors que le système visuel est le moyen par lequel l'information émotionnelle est recueillie, c'est l'interprétation cognitive et l'évaluation de ces informations qui lui attribue une valeur émotionnelle, recueille les ressources cognitives appropriées, puis initie une réponse physiologique. Ce processus est loin d'être réservé à la perception visuelle, et peut se chevaucher avec d'autres modes de perception, ce qui suggère qu'un système sensoriel émotionnel comprend de multiples processus perceptifs qui sont tous traités par des canaux similaires.

#### Perception faciale
Une grande partie des recherches menées sur la perception des émotions tourne autour de la façon dont les gens perçoivent l'émotion sur les expressions faciales des autres. Aussi efficaces que les humains sont à identifier et à reconnaître l'émotion dans un visage, la précision diminue considérablement pour la plupart des émotions, à l'exception du bonheur, lorsque les traits du visage sont inversés (c.-à-d. bouche placée au-dessus des yeux et du nez), ce qui suggère que le principal moyen de la perception du visage comprend l'identification des caractéristiques spatiales; toute autre formation de caractéristiques ne constitue pas immédiatement un visage et nécessite une manipulation spatiale supplémentaire pour identifier ces caractéristiques comme ressemblant à un visage.

### Auditif
Le système auditif peut fournir des informations émotionnelles importantes sur l'environnement. Les voix, cris, murmures, et la musique peuvent transmettre une information émotionnelle. Les interprétations émotionnelles de sons ont tendance à être tout à fait cohérentes. Traditionnellement, la perception d'émotion dans la voix a été déterminée par des études de recherche analysant, par l'intermédiaire de paramètres prosodiques tels que la hauteur et la durée, la façon dont un locuteur exprime une émotion, connue sous le nom de codage. Alternativement, un auditeur qui tente d'identifier une émotion particulière chez un locuteur, peut décoder l'émotion. Des méthodes plus sophistiquées comprennent la manipulation ou la synthèse de paramètres prosodiques importants dans la parole (par exemple, la hauteur, la durée, le volume, la qualité vocale) dans les discours affectifs naturel et simulé. La hauteur et la durée ont tendance à contribuer davantage à la reconnaissance émotionnelle que l'intensité sonore de la voix. La musique a longtemps été connue pour avoir des qualités émotionnelles et est une stratégie populaire dans la régulation des émotions. Lorsque l'on a demandé à six professionnels de la musique d'évaluer les émotions présentes dans la musique classique,ceux-ci ont pu identifier les six émotions de base avec le bonheur et la tristesse comme les plus représentés, et par ordre décroissant d'importance, la colère, la peur, la surprise et le dégoût. Les émotions de joie, tristesse, peur et de tranquillité peuvent être perçues sur une courte durée, entre 9 et 16 secondes, y compris des sélections de musique instrumentale.

### Olfactif
Les arômes et parfums influent également sur l'humeur, par exemple à travers l'aromathérapie, et les humains peuvent extraire l'information émotionnelle de senteurs. Des recherches approfondies ont démontré que l'émotion provoquée par des odeurs, agréables ou désagréables, affecte les mêmes corrélats physiologiques de l'émotion observés qu'avec d'autres mécanismes sensoriels.

#### Théorie de James-Lange
Dans la foulée des idées de René Descartes concernant la scission entre le corps et l'esprit, en 1884, William James a proposé une théorie selon laquelle le corps humain n'agit pas en réponse à notre état émotionnel, comme le bon sens pourrait le suggérer, mais plutôt en interprétant nos émotions sur la base de notre état physique présent. Selon James : « Nous nous sentons tristes parce que nous pleurons, en colère parce que nous frappons quelqu'un et effrayés parce que nous tremblons. » Simultanément, le psychologue Carl Lange est arrivé à la même conclusion au sujet de l'expérience des émotions. Ainsi, cette idée porte aujourd'hui le nom de la théorie James-Lange de l'émotion.

#### Théorie des émotions de Cannon-Bard
Walter Bradford Cannon et son étudiant Philip Bard sont convenus que les réponses physiologiques ont joué un rôle crucial dans les émotions, mais selon eux, les réponses physiologiques seules ne peuvent expliquer les expériences émotionnelles subjectives. Ils ont fait valoir que les réponses physiologiques étaient trop lentes par rapport à la prise de conscience subjective relativement rapide et intense d'émotion et que, souvent, ces émotions sont similaires et imperceptibles pour les personnes dans un si court délai. Cannon a proposé que le corps et l'esprit fonctionnent de manière indépendante dans l'expérience des émotions. Ceci peut être illustré en imaginant une rencontre avec un grizzly; vous allez simultanément éprouver de la peur, commencer à transpirer, et faire l'expérience d'un rythme cardiaque élevé, et tenter de courir. Toutes ces choses se passeraient au même moment.

#### Théorie de l'émotion construite
La théorie de l'émotion construite développé Lisa Feldman Barrett, postule que la perception des émotions n'est pas le fruit de circuits spécialisés dans le cerveau: un circuit de la colère, un circuit de la peur,etc mais plutôt d'un continuum d'affect simple, interprété par plusieurs réseaux cérébraux différents.Dans cette théorie, la perception des émotions est le fruit d'un apprentissage, et émerge dans le moment du fruit de ces interactions neuronales, elle n'est pas biologiquement câblée dans le cerveau de façon inamovible.

## Perception des émotions déséquilibrée
Il existe de grandes différences selon les individus en ce qui concerne la perception des émotions et certains groupes de personnes peuvent afficher des processus anormaux.
Les recherches concernant le visage et la perception des émotions chez les personnes autistes ne sont pas concluantes. Des recherches antérieures ont trouvé des stratégies de traitement ponctuelles de visage atypiques chez les personnes autistes,,. Les personnes autistes ont tendance à afficher des déficits dans la motivation et l'expérience  sociale qui peuvent diminuer le rapport avec des visages, et peut ainsi conduire à une analyse anormale des visages et une diminution de l'efficacité de celle-ci,. Les personnes atteintes de schizophrénie ont aussi des difficultés vis-à-vis de la perception des émotions faciales, incorporant des informations contextuelles dans la prise de décisions affectives.